# Université de La Nouvelle-Orléans
L'université de La Nouvelle-Orléans (en anglais : University of New Orleans, UNO) est une université publique située à La Nouvelle-Orléans en Louisiane.
L'équipe sportive de l'université se nomme Privateers de La Nouvelle-Orléans.